# Ivo Raffanelli
Ivo Raffanelli (Makarska, 1. ožujka 1965.) hrvatski je kontraadmiral i trenutačni zapovjednik Hrvatske ratne mornarice.

## Životopis[1]
Kontraadmiral Raffanelli u Splitu je 1987. završio Mornaričku vojnu akademiju te stekao zvanje diplomiranog inženjera pomorskog prometa. U rujnu 1991. dobrovoljno se priključio Zboru narodne garde te tokom rata zapovjedao mnogim brodovima među kojima se ističi Cetina i Faust Vrančić. Nakon rata u Hamburgu 2005. završava Ratnu školu Fuhrungsakademie der Bundeswehr LGAI-04 i potom u Hrvatskoj ratnoj mornarici obnaša mnoge dužnosti među kojima se ističu načelnik Stožera Flotile, zapovjednik Flotile. 2015. godine postaje zapovjednik Obalne straže RH koju obnaša do 2018. kada postaje zapovjednik Hrvatske ratne mornarice.

## Vanjske poveznice
- Životopis na stranicama OSRH

| Prethodnik:        | Zapovjednik Hrvatske ratne mornarice (2017. - danas.) | Nasljednik: |
| Predrag Stipanović | Zapovjednik Hrvatske ratne mornarice (2017. - danas.) | /           |